# Willian Borges da Silva
Willian Borges da Silva (Ribeirão Pires, 9 augustus 1988) - alias Willian - is een Braziliaans voetballer die doorgaans als aanvallende middenvelder speelt. Op 1 september 2022 tekende hij een eenjarig contract bij Fulham FC. Willian debuteerde in 2011 voor het Braziliaans voetbalelftal.

## Carrière

### Corinthians
Willian speelde in zijn jeugd bij Corinthians, waarvoor hij tevens debuteerde in het profvoetbal in 2006 en waar hij uiteindelijk tot 2007 zou blijven. In twee seizoenen bij de club kwam hij aan zestien competitiewedstrijden waarin hij twee doelpunten wist te maken.

### Sjachtar Donetsk
In 2007 stapte hij over naar Sjachtar Donetsk uit Oekraïne. Hij speelde uiteindelijk vijf seizoenen voor de club. In deze vijf seizoenen speelde hij honderdenveertig wedstrijden waarin hij twintig doelpunten scoorde. Hij won drie landstitels, twee bekers, twee supercups en een keer de UEFA Cup.

### Anzji Machatsjkala
Op 31 januari 2013, de laatste dag van de winterse transferperiode, verkocht Sjachtar Donetsk Willian voor 35 miljoen euro aan Anzji Machatsjkala. Ook onder meer Samuel Eto'o, Mbark Boussoufa en Mehdi Carcela waren actief binnen deze club. In zijn eerste halve seizoen speelde hij zeven wedstrijden en scoorde hij ook een doelpunt in de wedstrijd tegen Volga Nizjni Novgorod. Nadat hij in het seizoen 2013/14 de eerste vier wedstrijden had gespeeld voor Anzji werd bekend dat de eigenaar van de club de geldkraan dichtdraaide en al de dure spelers zou verkopen.

### Chelsea
In augustus 2013 vertrok hij voor naar verluidt 35 miljoen euro naar Chelsea, ook Samuel Eto'o vertrok van Anzji naar Chelsea. Eerder leek hij akkoord te zijn met Chelsea's stadgenoot Tottenham Hotspur. Hij maakte zijn debuut in de wedstrijd voor de UEFA Champions League tegen FC Basel. Bij zijn competitiedebuut scoorde hij ook meteen zijn eerste doelpunt voor Chelsea in de wedstrijd tegen Norwich City. In zijn eerste seizoen kwam hij tot vijfenwintig competitiewedstrijden en vier doelpunten. In augustus 2020 vertrok Willian na zeven seizoenen transfervrij bij Chelsea.

### Arsenal
Na zeven seizoenen Chelsea vertrok Willian in augustus 2020 transfervrij naar stadsgenoot Arsenal en tekende een driejarig contract.

### Corinthians
In augustus 2021 tekende Willian een contract tot eind december 2023 bij Corinthians, de club waar hij zijn voetbalcarrière begon.

### Fulham
Op 1 september 2022 tekende hij een eenjarig contract bij Fulham FC, dat hem transfervrij kon overnamen nadat hij zijn contract had laten ontbinden bij Corinthians.
Na een periode bij Olympiakos in Griekenland keerde Willian op 6 februari 2025 terug bij Fulham, waar hij een contract tekende tot het einde van het seizoen 2024/25. Willian zei dat hij "heel blij" was om terug te keren naar Fulham en zei: "Ik denk dat we tot het einde van het seizoen goede dingen kunnen doen."

## Clubstatistieken

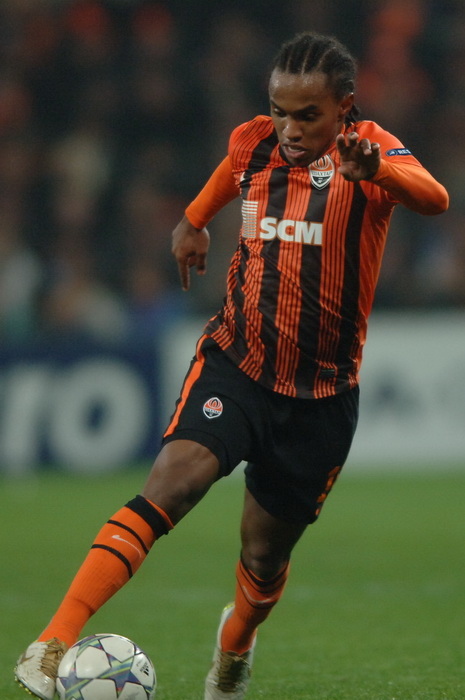
Willian bij Sjachtar Donetsk.

| Seizoen | Club               | Competitie     | Competitie | Competitie | Beker | Beker | Internationaal | Internationaal | Totaal | Totaal |
| Seizoen | Club               | Competitie     | Wed.       | Dlp.       | Wed.  | Dlp.  | Wed.           | Dlp.           | Wed.   | Dlp.   |
| ------- | ------------------ | -------------- | ---------- | ---------- | ----- | ----- | -------------- | -------------- | ------ | ------ |
| 2006    | Corinthians        | Série A        | 5          | 0          | 0     | 0     | —              | —              | 5      | 0      |
| 2007    | Corinthians        | Série A        | 29         | 2          | 4     | 0     | —              | —              | 33     | 2      |
| 2007/08 | Sjachtar Donetsk   | Premjer Liha   | 20         | 0          | 6     | 1     | 2              | 0              | 28     | 1      |
| 2008/09 | Sjachtar Donetsk   | Premjer Liha   | 29         | 5          | 6     | 1     | 17             | 2              | 52     | 8      |
| 2009/10 | Sjachtar Donetsk   | Premjer Liha   | 22         | 5          | 4     | 1     | 11             | 1              | 37     | 7      |
| 2010/11 | Sjachtar Donetsk   | Premjer Liha   | 28         | 3          | 5     | 3     | 10             | 2              | 43     | 8      |
| 2011/12 | Sjachtar Donetsk   | Premjer Liha   | 27         | 5          | 4     | 0     | 6              | 1              | 37     | 6      |
| 2012/13 | Sjachtar Donetsk   | Premjer Liha   | 14         | 2          | 2     | 1     | 6              | 4              | 22     | 7      |
| 2012/13 | Anzji Machatsjkala | Premjer-Liga   | 7          | 1          | 3     | 0     | 3              | 0              | 13     | 1      |
| 2013/14 | Anzji Machatsjkala | Premjer-Liga   | 4          | 0          | 0     | 0     | —              | —              | 4      | 0      |
| 2013/14 | Chelsea            | Premier League | 25         | 4          | 6     | 0     | 11             | 0              | 42     | 4      |
| 2014/15 | Chelsea            | Premier League | 36         | 2          | 6     | 1     | 7              | 1              | 49     | 4      |
| 2015/16 | Chelsea            | Premier League | 35         | 5          | 6     | 1     | 8              | 5              | 49     | 11     |
| 2016/17 | Chelsea            | Premier League | 34         | 8          | 7     | 4     | —              | —              | 41     | 12     |
| 2017/18 | Chelsea            | Premier League | 36         | 6          | 11    | 4     | 8              | 3              | 55     | 13     |
| 2018/19 | Chelsea            | Premier League | 32         | 3          | 9     | 2     | 15             | 3              | 56     | 8      |
| 2019/20 | Chelsea            | Premier League | 36         | 9          | 4     | 1     | 7              | 1              | 47     | 11     |
| 2020/21 | Arsenal            | Premier League | 25         | 1          | 3     | 0     | 9              | 0              | 37     | 1      |
| 2021    | Corinthians        | Série A        | 9          | 0          | 0     | 0     | —              | —              | 9      | 0      |
| 2022    | Corinthians        | Série A        | 26         | 1          | 2     | 0     | 8              | 0              | 36     | 1      |
| 2022/23 | Fulham             | Premier League | 27         | 5          | 3     | 0     | —              | —              | 30     | 5      |
| 2023/24 | Fulham             | Premier League | 31         | 4          | 6     | 1     | —              | —              | 37     | 5      |
| 2024/25 | Olympiakos Piraeus | Super League   | 6          | 0          | 1     | 0     | 4              | 0              | 11     | 0      |
| 2024/25 | Fulham             | Premier League | 0          | 0          | 0     | 0     | —              | —              | 0      | 0      |
| Totaal  | Totaal             | Totaal         | 543        | 71         | 97    | 21    | 132            | 23             | 773    | 115    |

## Internationaal
In 2011 debuteerde Willian in het Braziliaans voetbalelftal in de wedstrijd tegen Gabon. Zijn eerste doelpunt was in de wedstrijd tegen Honduras. Hij zat in de selectie voor het WK 2014 dat in eigen land georganiseerd werd, op dit WK speelde Willian in vijf van de zeven wedstrijden mee. In de halve finale verloor hij met Brazilië van Duitsland met 7–1. Ook de wedstrijd om de derde plaats verloor hij met Brazilië tegen Nederland met 3–0, Willian speelde in deze wedstrijd de volle negentig minuten.

## Erelijst

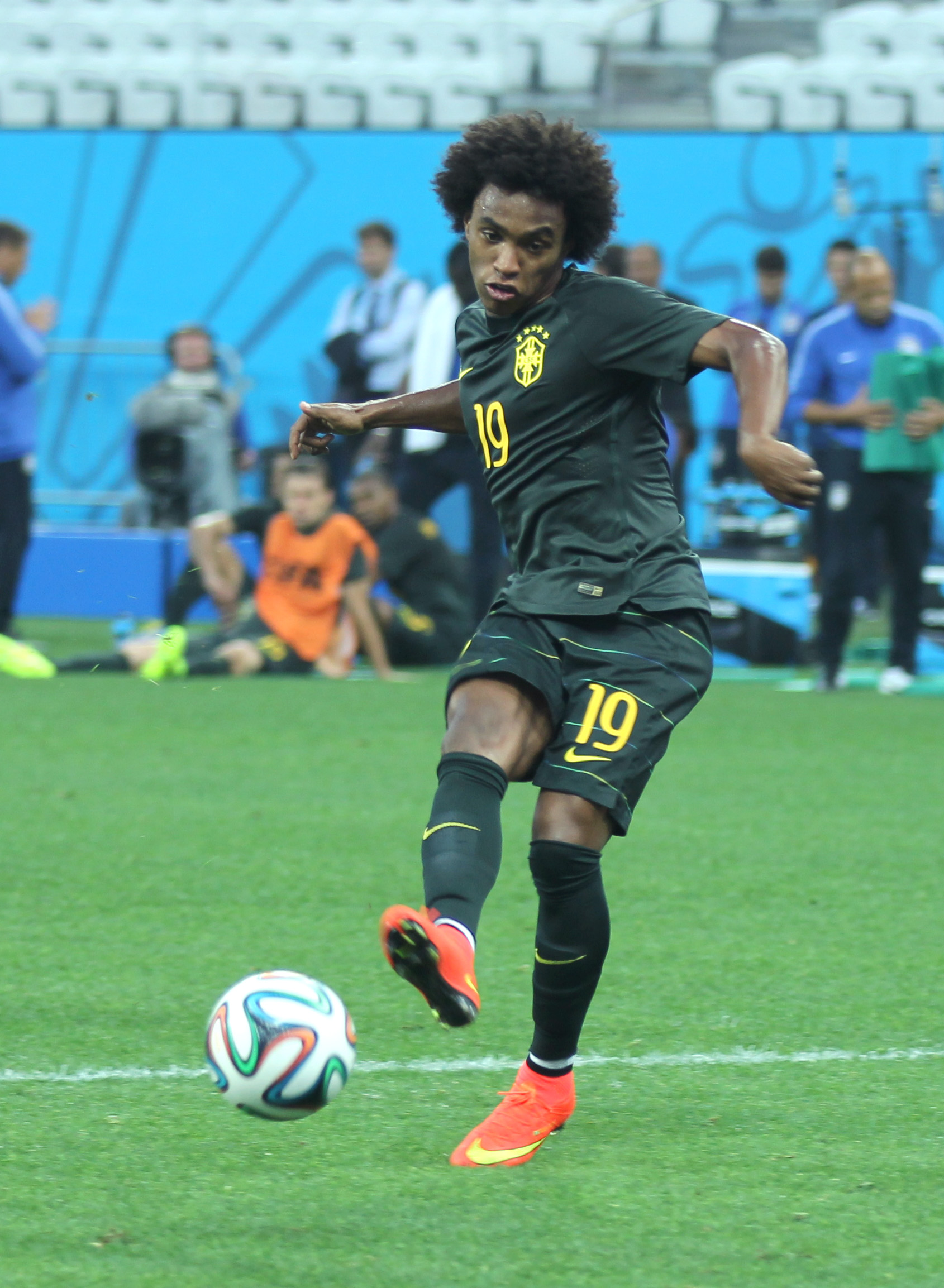
Willian op de training van Brazilië, (WK 2014).

| Competitie          |                  |                                    |                  |                  |
| Competitie          | Aantal           | Jaren                              |                  |                  |
| Sjachtar Donetsk    | Sjachtar Donetsk | Sjachtar Donetsk                   | Sjachtar Donetsk | Sjachtar Donetsk |
| ------------------- | ---------------- | ---------------------------------- | ---------------- | ---------------- |
| UEFA Cup            | 1x               | 2008/09                            |                  |                  |
| Vysjtsja Liha       | 4x               | 2007/08, 2009/10, 2010/11, 2011/12 |                  |                  |
| Beker van Oekraïne  | 3x               | 2007/08, 2010/11, 2011/12          |                  |                  |
| Oekraïense Supercup | 3x               | 2008, 2010, 2012                   |                  |                  |
| Chelsea             |                  |                                    |                  |                  |
| UEFA Europa League  | 1x               | 2018/19                            |                  |                  |
| Premier League      | 2x               | 2014/15, 2016/17                   |                  |                  |
| FA Cup              | 1x               | 2017/18                            |                  |                  |
| Football League Cup | 1x               | 2014/15                            |                  |                  |

| Competitie            | Winnaar  | Winnaar  | Runner-up | Runner-up | Derde    | Derde    |
| Competitie            | Aantal   | Jaren    | Aantal    | Jaren     | Aantal   | Jaren    |
| Brazilië              | Brazilië | Brazilië | Brazilië  | Brazilië  | Brazilië | Brazilië |
| --------------------- | -------- | -------- | --------- | --------- | -------- | -------- |
| CONMEBOL Copa América | 1x       | 2019     |           |           |          |          |